# Theodor Bertschinger
Rudolf Theodor Bertschinger (* 30. März 1845 in Lenzburg; † 27. Mai 1911 ebenda) war ein Schweizer Ingenieur, Bauunternehmer und Gründer des Baugeschäfts Theodor Bertschinger.

## Biografie
Geboren als Sohn des Lenzburger Grosskaufmanns Theodor Bertschinger studierte Rudolf Theodor Bertschinger nach der Schulzeit zunächst am Polytechnikum Karlsruhe Architektur und Bauingenieurwesen. Hier schloss er sich dem Corps Franconia Karlsruhe an. Zum Wintersemester 1864/65 wechselte er als Renonce des Corps Franconia Karlsruhe an das Polytechnikum Zürich und wurde im Februar 1865 beim Corps Rhenania als letzter Corpsbursch rezipiert, bevor das Corps in Zürich suspendieren musste.
1868 gründete Bertschinger das Baugeschäft Theodor Bertschinger. Das Unternehmen spezialisierte sich auf den Eisenbahn- und Brückenbau. Bekannte Bauprojekte waren die Seetalbahn, die Monte Generoso-Bahn, die Brienz-Rothorn-Bahn und die Lauterbrunnen-Wengen-Bahn. 1873 heiratete er Sophie von Greyerz, Tochter des Lenzburger Forstverwalters Walo von Greyerz.
Nach seinem Tod wurde das Unternehmen, das sich später auf den Hochbau spezialisierte, von drei Söhnen, ab 1917 nur noch von einem Sohn weitergeführt.
Rudolf Theodor Bertschinger war Stadtrat von Lenzburg und von 1902 bis 1908 aargauischer Grossrat.

## Schriften
- Theodor Bertschinger: Zentraleuropäische Binnenschifffahrt. In: Schweizer Illustrierte, Bd. 12, 1908, S. 344–348.